# Anatolij Połosin
Anatolij Fiodorowicz Połosin, ros. Анатолий Фёдорович Полосин (ur. 30 sierpnia 1935 w Taszkencie, zm. 11 września 1997 w Moskwie) – rosyjski piłkarz grający na pozycji obrońcy, trener piłkarski.

## Kariera piłkarska

### Kariera klubowa
Karierę piłkarską rozpoczął w drużynie rezerw Dinama Moskwa. W latach 1954–1958 bronił barw drużyny GCOLIFK (Państwowy Centralny Orderu Lenina Instytut Kultury Fizycznej w Moskwie). Potem wyjechał do Kazachstanu, gdzie występował w klubach Szachtior Karaganda, Mietałłurg Temirtau, Mietałłurg Szymkent i Cementnik Semipałatyńsk, w którym zakończył karierę piłkarską.

## Kariera trenerska
Jeszcze będąc piłkarzem rozpoczął karierę trenerską. Najpierw pomagał, a potem samodzielnie prowadził Mietałłurg Temirtau. Pracował z takimi klubami, jak Szachtior Karaganda, Karpaty Lwów, Nistru Kiszyniów, Celinnik Celinograd, Kolhozçi Aszchabad, Tawrija Symferopol, Rostsielmasz Rostów nad Donem, SKA Rostów nad Donem, Czornomoreć Odessa, Fakieł Woroneż, Arsienał Tuła i Szynnik Jarosławl. Znany z tego, że sześciokrotnie jako główny trener zdobywał awans w różnych ligach. W latach 1989—1991 prowadził reprezentację Indonezji.
Wychował takich piłkarzy jak Igor Dobrowolski i Walerij Karpin. Zmarł 11 września 1997 w Moskwie po operacji na serce.

## Sukcesy i odznaczenia

### Sukcesy trenerskie
- mistrz Pierwszej Ligi ZSRR: 1980, 1987
- wicemistrz Pierwszej Ligi ZSRR: 1982
- wicemistrz Rosyjskiej Pierwszej Ligi: 1996
- mistrz Drugiej Ligi ZSRR, finał: 1988

### Odznaczenia
- tytuł Mistrza Sportu ZSRR: 1978
- tytuł Zasłużonego Trenera Ukraińskiej SRR: 1980
- tytuł Zasłużonego Trenera Mołdawskiej SRR: 1984